# ネボ山 (ヨルダン)
ネボ山（ネボさん、英語: Mount Nebo、アラビア語: جبل نيبو、ジェベル・ネボ、Jabal Nībū (Jabal Nibu)、ジェベル・エン・ネバ、Jebel en Neba、ヘブライ語: הַר נְבוֹ、Har Nevo）は、ヨルダン西部に位置し、近郊の町マダバの北西10キロメートル内（約9km）の距離にある標高802メートル (817m) の高い尾根である。

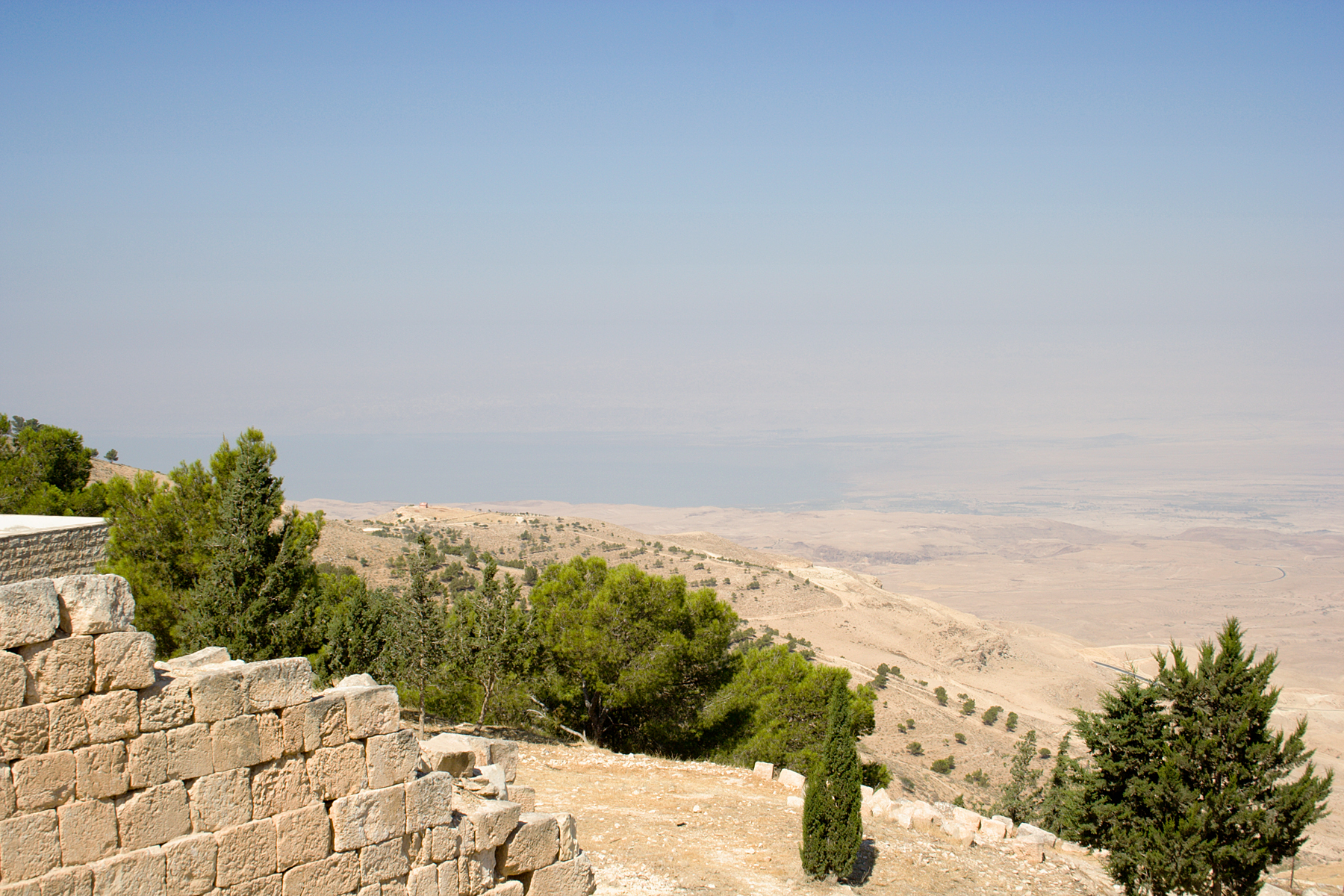
山頂部より見る死海 （海抜約マイナス400m）。標高差1,200m。

アバリム連山の主峰の1座であり、海抜約マイナス400メートルの死海との標高差は1200メートルとなる。死海の東北端より東約9キロメートルの位置にあり、山頂からは聖地の全景と、北にヨルダン川渓谷の一部が展望できる。通常、エリコの西岸地区の町が頂上から見え、よく晴れた日であればエルサレムも望むことができる。

## 宗教的意義

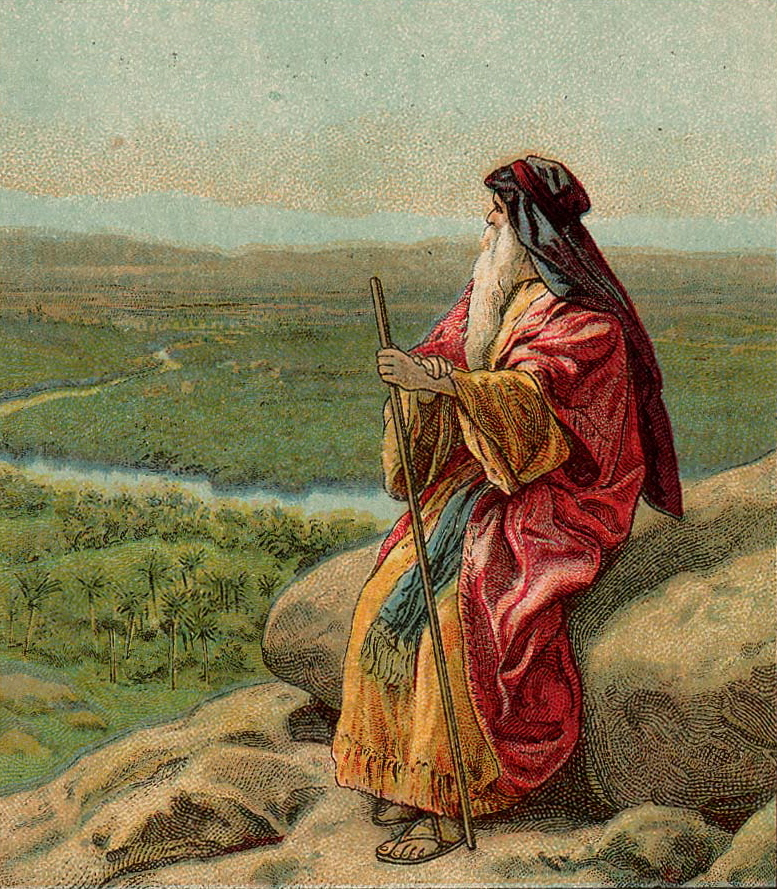
山頂より約束の地を眺望するモーセの描画（1907年）

申命記の最後にいたる章によると、ネボ山は、神がイスラエルの民に与えられた約束の地をヘブライ人の預言者モーセに眺望させた場所とされる（申命記32章49節）。そして、モーセはモアブの平野からネボ山、エリコの向かいにあるピスガの頂へと登った（申命記34章1節）。ピスガとは「尖った所」の意で、ネボ山の西2.5キロメートルのラース・エ・シャーガ (Râs es Siâghah〈Ras es-Siyagha〉) であり、このピスガの頂は標高710メートルとなるが、ネボ山と同一もしくはその一部分として混同される。
キリスト教の伝承によれば、モーセは神によってこのネボ山に埋葬されたが、モーセの永眠の地は不明である。申命記によると、神はモーセをベテ・ペオル (Beth Peor) に近いモアブの地の谷に葬られたが、今日までその墓を知る者はいない（申命記34章6節）。ベテ・ペオルは、一説にはネボ山の山麓に知られる「モーセの泉」（アイン・ムサ、Ayn Musa）の場所であるとされる。
イスラームの伝承でもまた同様にいわれているが、モーセの墓所はユダヤの荒野のうち、エリコの南11キロメートル、エルサレムの東20キロメートルに位置するナビー・ムーサー（マカーム・ナビ・ムサ、Maqam al-Nabi Musa）であるともされる。ナビ・ムサは「モーセ」の意である。学者は、現在ネボ山として知られているこの山が、モーセ五書に示された山と同一であるかどうかの議論を続けている。
また、マカバイ記 二 2章4-7節によると、預言者エレミヤは幕屋と契約の箱をこの地に隠したとされる。

## 遺跡

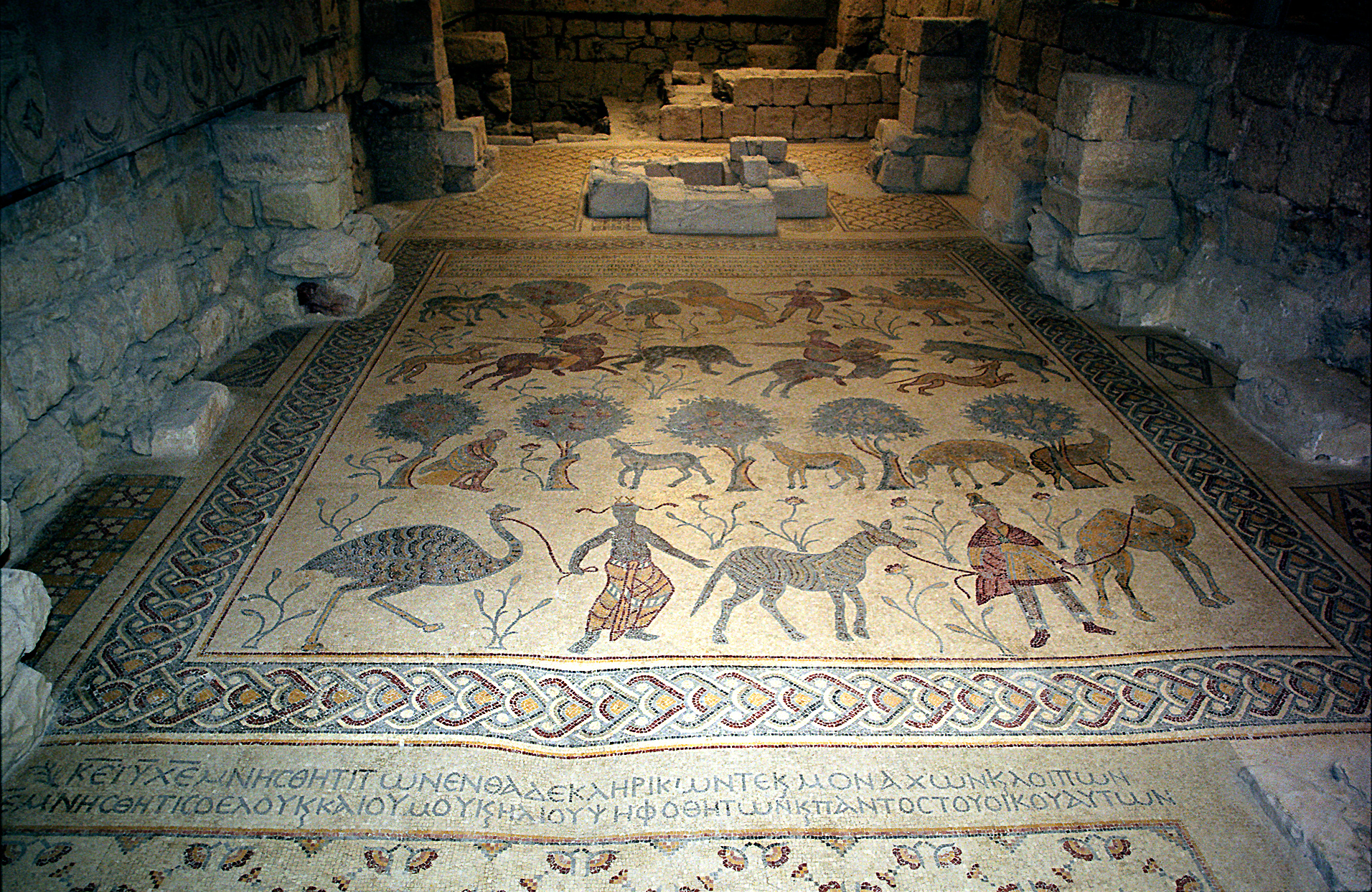
洗礼堂床面のモザイク

1933年、山頂部の標高710メートルのシャーガ（Syagha〈ラース・エ・シャーガ〉）で、教会と修道院の跡が発見された。その教会は当初、4世紀後半にモーセの死の場所をしのんで建てられた。教会の構造は典型的なバシリカ様式による。教会は5世紀後半に拡張され、西暦597年に建て直された。
教会については西暦394年に一人の女性、エゲリア (Aetheria) の巡礼記に初めて記載された。モザイクで覆われた教会の床下からは、天然の岩をくり抜いた6基の墓が発見されている。モザイク画は保存・修復され、現在も、年代の異なるモザイクの床の断片を見ることができる。現代の教会はその場所を保護して、礼拝の空間を備えるよう建設されている。

## 近年

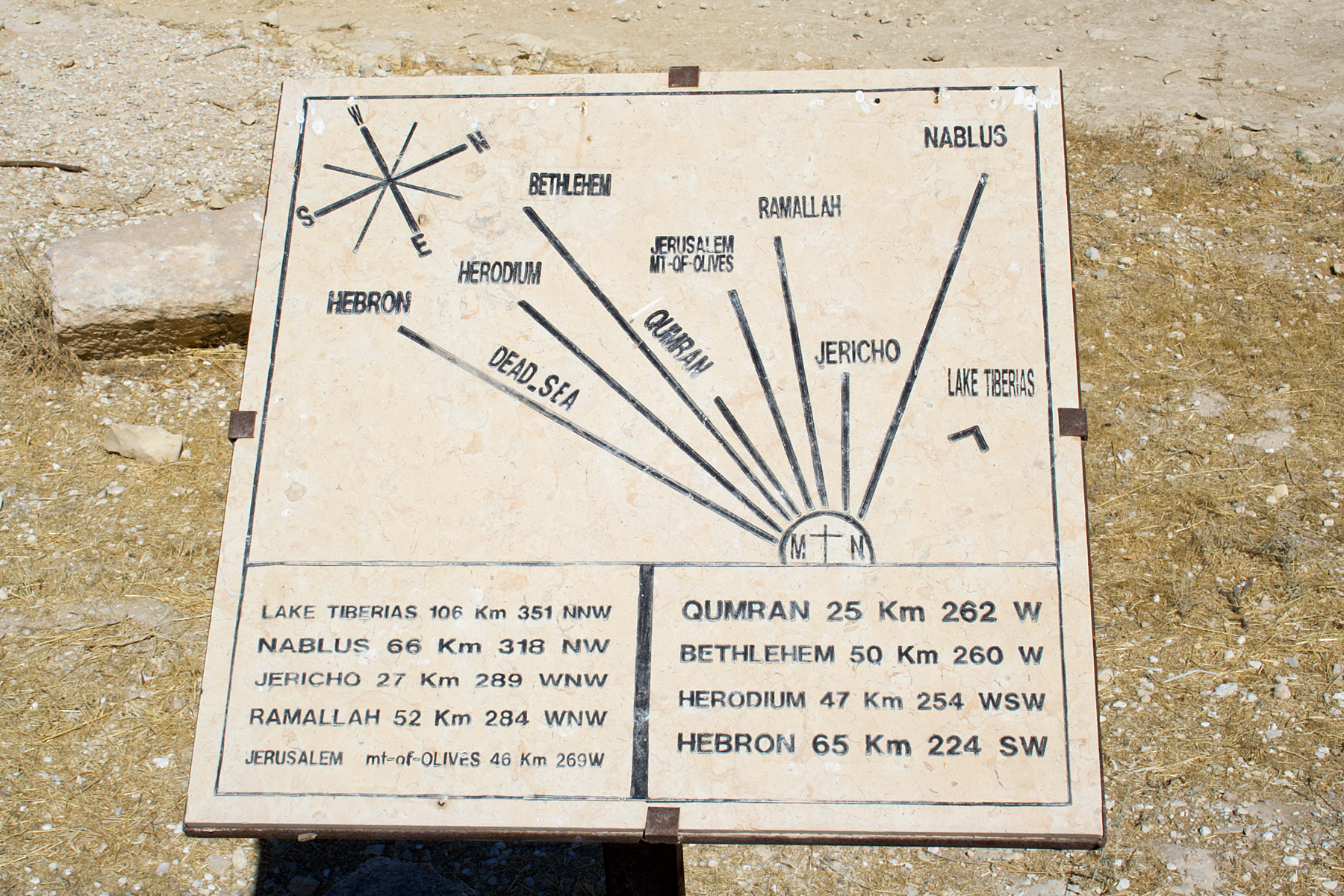
山頂からの距離を示す案内板
ガリラヤ湖（ティベリアス湖） 106km
ナーブルス 66km
エリコ 27km
ラマッラー 52km
エルサレム（オリーブ山） 46km
クムラン(Qumran) 25km
ベツレヘム 50km
ヘロディウム(Herodium) 47km
ヘブロン 65km

2000年3月20日、ヨハネ・パウロ2世は聖地への巡礼の中で、ヨルダンで最も重要なキリスト教霊場の1つであるネボ山を訪れた。訪問時、ヨハネ・パウロ2世はビザンティン様式の礼拝堂の側に、平和の象徴としてオリーブの樹を植えた。
教皇ベネディクト16世は、2009年5月9日にこの地を訪れて演説し、エルサレムの方向を山頂から眺望した。
山頂にある蛇のような十字架の造形物（青銅の蛇の記念碑）は、イタリアの芸術家ジョヴァンニ・ファントーニにより作成された。それはモーセが荒野で作って掲げた青銅の蛇（民数記21章9節）およびイエスが磔刑にされた十字架（ヨハネ3章14節）を象徴している。

## 画像

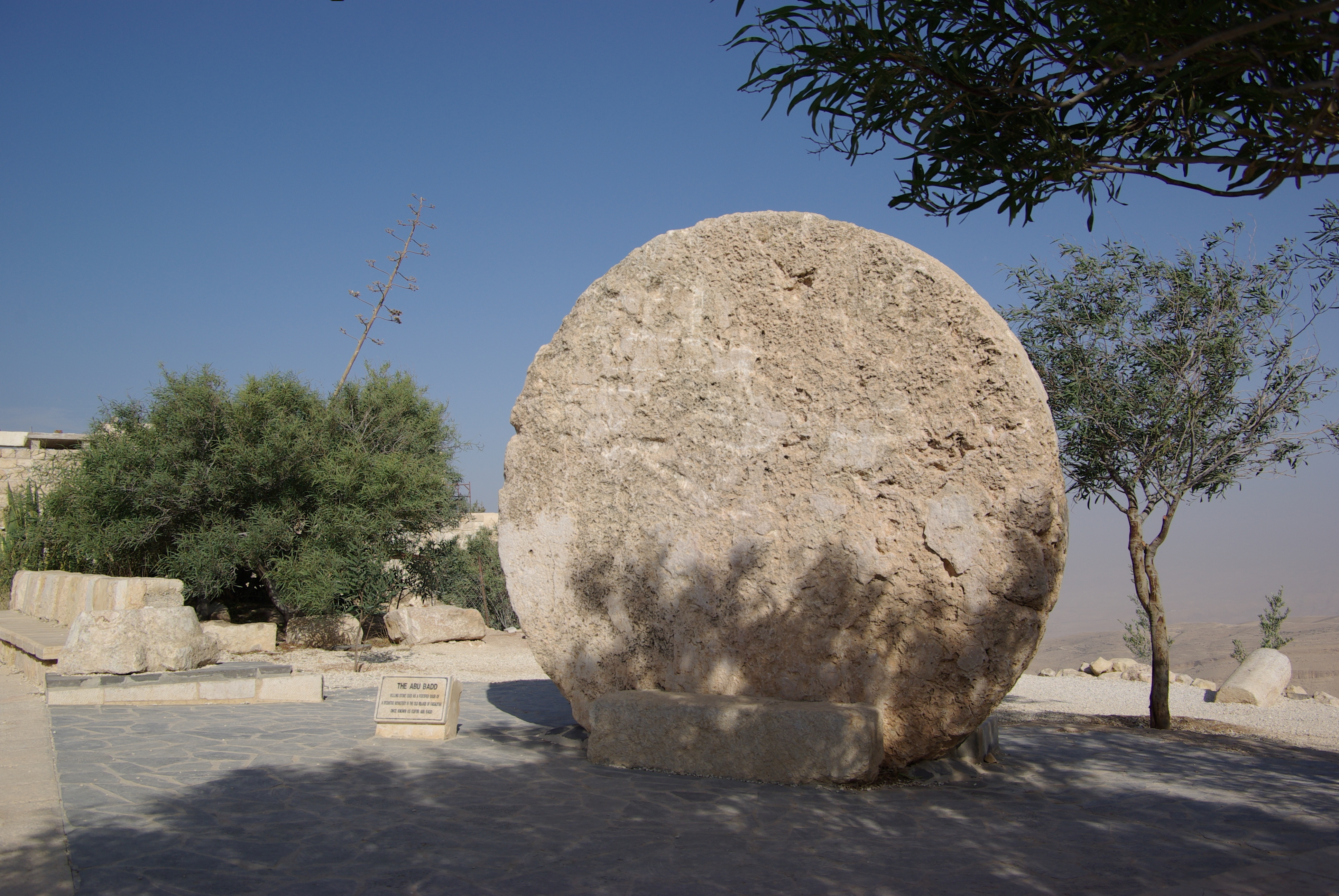
かつて修道院の扉に使用されていたモーセの記念碑 (The Abu Badd)
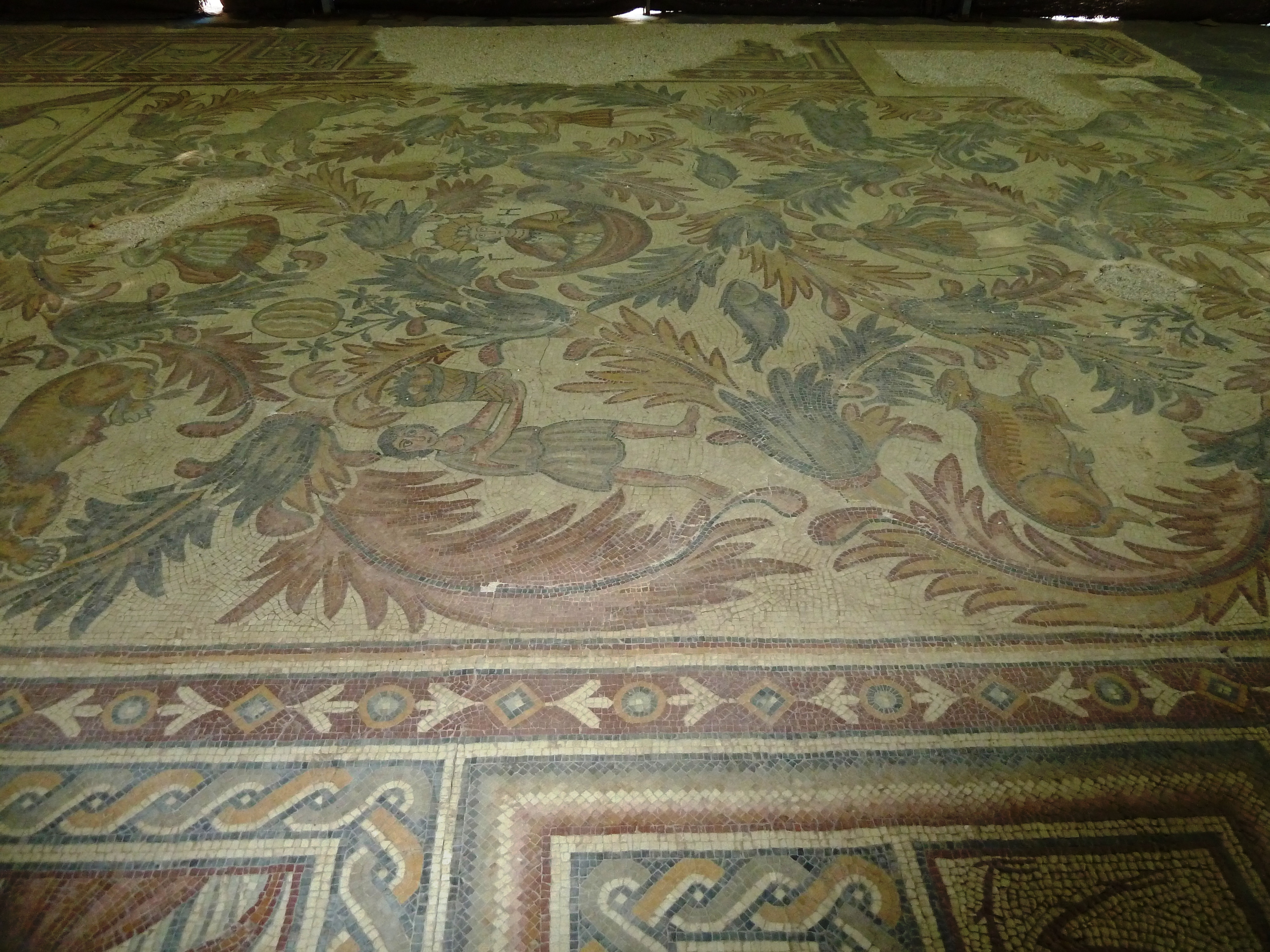
保存されたモザイクの一部
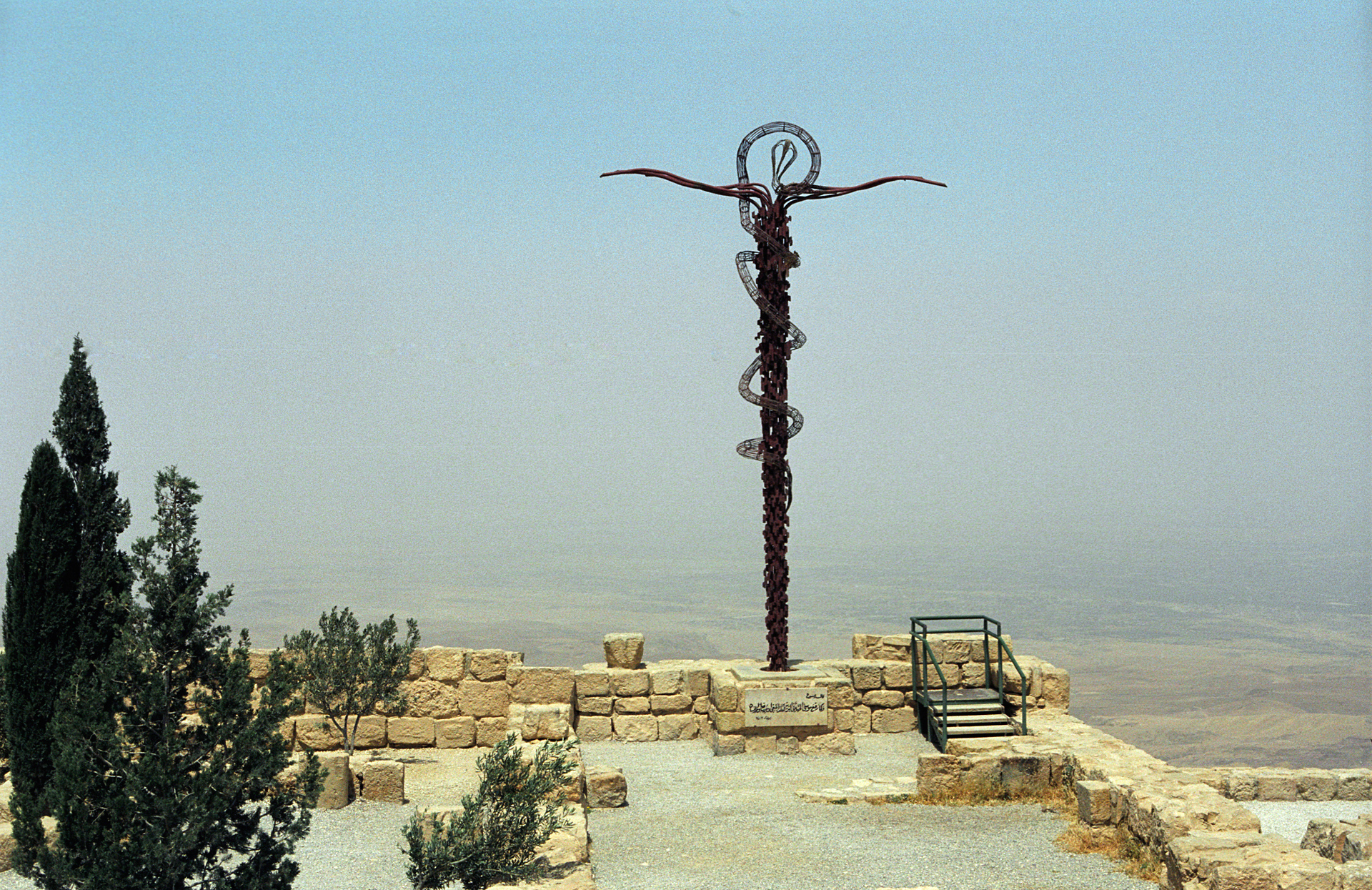
青銅の蛇のモニュメント

## 外部リンク

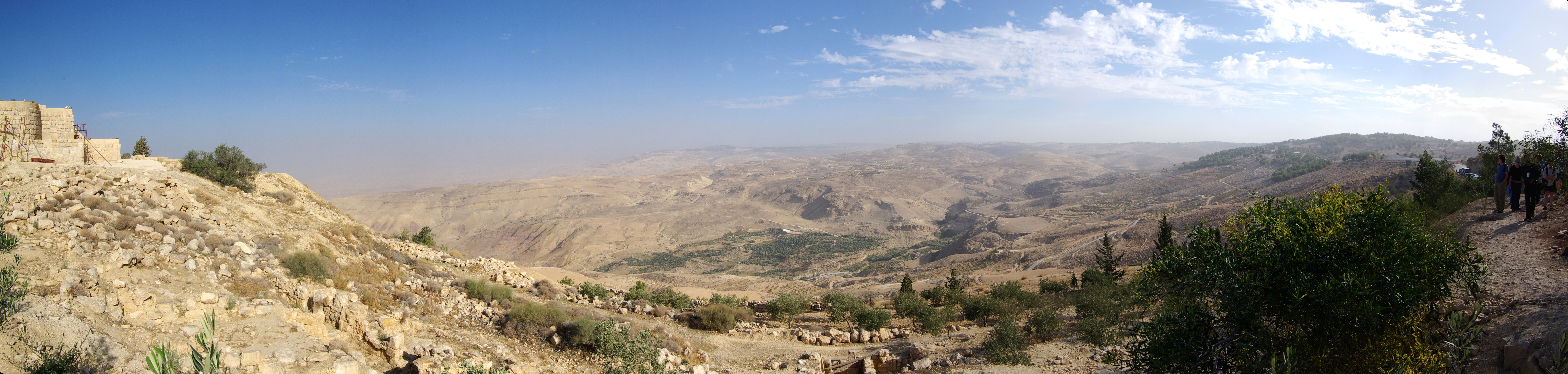
山頂部、北東の眺望